# Tanytarsus signatus
Tanytarsus signatus is een muggensoort uit de familie van de dansmuggen (Chironomidae). De wetenschappelijke naam van de soort is voor het eerst geldig gepubliceerd in 1858 door Wulp.